# Eucalyptus gamophylla
Eucalyptus gamophylla är en myrtenväxtart som beskrevs av Ferdinand von Mueller. Eucalyptus gamophylla ingår i släktet Eucalyptus och familjen myrtenväxter. Inga underarter finns listade i Catalogue of Life.